# Nautilus (fénykép)

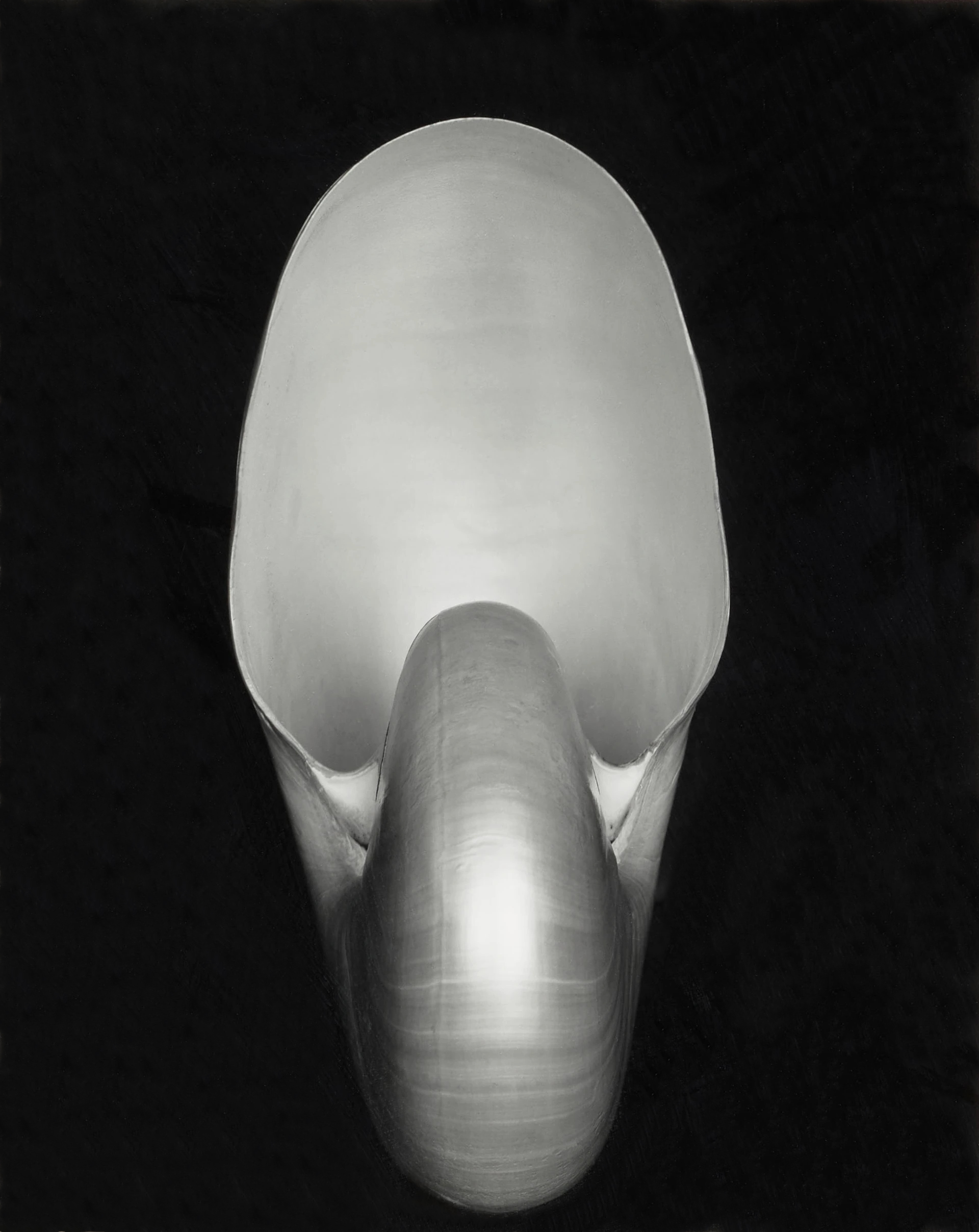
Edward Weston: Nautilus (zselatinos ezüst, 1927)

A Nautilus (1927) Edward Weston egy nautilusz házáról készült fotója, mely kiváló példája munkásságának. A végső felvétel több hónapos próbálkozás eredményeként született meg.

## Története
Weston 1927 februárjában látogatta meg Henriette Shore festőművészt carmeli műtermében. Shore több festményén is tengeri kagylók szerepeltek. Az alkotások inspiráló hatással voltak Westonra, aki úgy döntött, hogy megpróbálkozik az egyedi formájú Nautilus-kagylók fotózásával.
Két hónappal később, 1927 áprilisában látott hozzá Weston különböző méretű, egész és félbevágott tengeri Nautilus-kagylók fényképezéséhez. Háttérként egy olajoshordó alsó részét használta, ebben helyezte el a kagylókat. Egy 8x10-es Ansco fényképezőgépet és alacsony érzékenységű filmet használt. Az alacsony (16-os ISO értékűnek megfelelő) érzékenységű film éles és részletgazdag fényképet eredményezett, de cserébe Weston rendkívül hosszú (olykor több órás) expozíciós idővel tudott csak fotózni. Ennek hátulütője az volt, hogy az expozíció alatt fellépő vibráció tönkretehette a felvételt. Weston naplóbejegyzéseiből tudható, hogy a munka kimerítő volt: csak hosszas próbálkozások árán sikerült elkészítenie a megálmodott felvételt, mert a fémhordó nagyon érzékeny volt és a legkisebb mozdulatra is bemozdult, életlenné téve a felvételt. Ezért az egyes felvételek elkészítésének idejére biztosítania kellett a megfelelő körülményeket, hogy senki és semmi se rontsa el a születendő képet. „Nem volt öröm megismételni a felvételt, és közben arra is ügyelni, hogy se a gyerek, se a macska ne zavarjon” – írta naplójában.
Weston 1927. június elején fejezte be a kagylók fotózását, melynek eredményeként 14 felvétel született. Ezek egyike az a fotó, amit Weston legnagyszerűbb alkotásai között tartanak számon, mely kiváló példája művészetének: tökéletes technikával kivitelezett egyszerű, letisztult formai kompozíció. Weston, állítása szerint a Nautilus elkészítésekor kizárólag a formák esztétikájára törekedett, ennek ellenére többen erotikus alkotásként is tekintenek híres felvételére.
A Nautilus egyik nyomata 2010 áprilisában 1 082 500 dollárért kelt el egy New York-i árverésen. A fotósorozat darabjai ma a tucsoni Center for Creative Photography, a rochesteri George Eastman House és a New York-i Modern Művészetek Múzeumának gyűjteményében találhatóak.

## Galéria
- Nautilusz kagyló (1927)
- Kagylók (1927)